# Mega Man X2
Mega Man X2, i Japan känt som Rockman X2 (ロックマンX2?), är ett SNES-spel utvecklat av Capcom, och utgivet i Japan den 16 december 1994, och i Nordamerika och PAL-regionen 1995.
Spelet utspelar sig under 200-talet, och skildrar kampen mellan Mega Man och Sigma.

## Mavericks
Detta är en lista över alla de Mavericks som X, Zero och Axl kommer stöta på under spelens gång. Det finns åtta stycken i varje spel, och de baseras ofta på djur eller plantor.
| Engelskt namn     | Japanskt namn      | Specialvapen   |
| ----------------- | ------------------ | -------------- |
| Bubble Crab       | Bubbly Crablos     | Bubble Splash  |
| Crystal Snail     | Cristar Mymine     | Crystal Hunter |
| Flame Stag        | Flame Stagger      | Speed Burner   |
| Magna Centipede   | Magne Hyakulegger  | Magnet Mine    |
| Morph Moth        | Metamor Mothmeanos | Silk Shot      |
| Overdrive Ostrich | Sonic Ostreague    | Sonic Slicer   |
| Wheel Gator       | Wheel Alligates    | Spin Wheel     |
| Wire Sponge       | Wire Hetimarl      | Strike Chain   |

### Fotnoter
1. ↑  Van Duyn, Marcel (25 november 2011). ”Japanese Virtual Console List - December 2011”. Nintendo Life. http://vc.nintendolife.com/news/2011/11/japanese_virtual_console_list_december_2011. Läst 3 maj 2014.
2. ↑  Nintendo staff. ”Mega Man X2”. Nintendo. Arkiverad från originalet den februari 15, 2019. https://web.archive.org/web/20190215015443/https://www.nintendo.com/games/detail/JS3-NS9u4w5JW8XZ7EsBPmQEMlCgi2I_. Läst 14 juni 2012.